# Veslebjørn
De Veslebjørn is een berg behorende bij de gemeente Lom in de provincie Oppland in Noorwegen. De berg, gelegen in Nationaal park Jotunheimen, heeft een hoogte van 2150 meter.
De Veslebjørn is onderdeel van het gebergte Jotunheimen.